# Manuel Fernández Grajal
Manuel Fernández Grajal (Madrid, 5 de junio de 1838 - ídem 6 de febrero de 1920) fue un músico español.
Manuel, junto con su hermano Tomás, comenzó a estudiar pintura y música desde una temprana edad, primero con su padre y más tarde en academias. En 1852, ingresó en el Conservatorio de la capital de España, teniendo como profesor de piano a Manuel Mendizábal, de acompañamiento a Dionisio Aguado, de armonía a Gil y de composición a Emilio Arrieta. Manuel consiguió la medalla de oro de composición y el segundo premio de piano.
En 1862, mientras aun era estudiante de composición, fue nombrado repetidor auxiliar en las clases de piano, a propuesta de su profesor Mendizábal, que lo dejó al cargo de algunas de las clases de piano elemental y formar parte de algunos tribunales de examen de piano, órgano y arpa, trabajos que desempeñó hasta 1866. Manuel se dedicará entonces de lleno al piano. En el terreno de la composición, además de escribir varias zarzuelas y una ópera, compuso numerosas piezas breves para piano y para canto, así como obras religiosas, baladas, habaneras e himnos.
El 1874, Manuel Fernández Grajal consiguió la plaza de profesor auxiliar de piano y solfeo lo que le otorgó la oportunidad de tener alumnos como Julio Gómez o Tomás Terán, mientras que la escuela pianística de Grajal sería continuada en el conservatorio por su hijo Manuel, que fue a su vez profesor de Salvador Bacarisse o de Ataúlfo Argenta.
Las fantasías pianísticas sobre títulos muy conocidos del repertorio de teatro lírico que escribía Manuel Fernández Grajal, eran muy del gusto de los melómanos, permitiendo así acercar estas obras a los pianistas aficionados. De hecho, la fantasía sobre El barberillo de Lavapiés, fue tan popular que todavía podía encontrarse a la venta su partitura a finales del siglo XX. En cualquier caso, durante la década de 1870 los hermanos Grajal obtuvieron grandes éxitos con sus zarzuelas originales y recibieron críticas que les fueron muy favorables, señalándolos como las grandes promesas de la música española y apuntando que la música de estas zarzuelas solía ser muy superior a los libretos y a los teatros en los que se representaban.
Mientras fue profesor de piano, Manuel Fernández Grajal escribió diversos métodos didácticos de piano, como Fundamento del pianista (1ª y 2ª parte), Colección de pasajes fáciles por todos los tonos en forma de preludios para pulsar el piano antes de ejecutar alguna composición, esta obra fue anunciada por la prensa hasta bien entrado el siglo XX, y también ejercicios manuscritos para piano secuenciados por cursos y por sexo.
Hasta su fallecimiento, Manuel Fernández Grajal mantuvo vivo el sentimiento de fomentar la música, especialmente la española.

## Selección de su obra compositiva
- Serenata en jota de La ínsula Barataria (zarzuela) en colaboración con diversos músicos amigos suyos
- Álbum de aires populares
- La gallina, sátira musical
- ¡Viva la libertad!, himno liberal para banda
- El viejo Telémaco, ópera bufa, junto con su hermano Tomás y otros compañeros músicos del Centro musical
- Recuerdos de La Traviata, fantasía fácil para piano
- La abeja entre las flores, fantasía compuesta sobre motivos de la ópera Simon Boccanegra de Giuseppe Verdi;
- El barberillo de Lavapiés, fantasía muy fácil para piano sobre motivos de la zarzuela homónima
- Una venganza, ópera, junto a su hermano
- Por echarlas de Tenorio, las fieras de Su Alteza, zarzuela junto a su hermano
- ¿Quién me compra un lío?, zarzuela junto a su hermano
- Un David callejero, zarzuela junto a su hermano
- Travesuras amorosas, zarzuela junto a su hermano con libreto de Mariano Capdepón
- Los tomadores del dos, parodia, con música adaptada de Guillaume Tell de Gioacchino Rossini
- Manicomio político de Madrid a la Luna, zarzuela junto a su hermano
- La pequeña vía, zarzuela junto a su hermano
- En el ambigú, zarzuela junto a su hermano
- Al pozo..., zarzuela junto a su hermano
- El collar de perlas, zarzuela junto a su hermano con libreto de Nogués i Revenga, con música adaptada de La Fiancée du Roi de Garbe de Daniel Auber